# Dubai-Schokolade

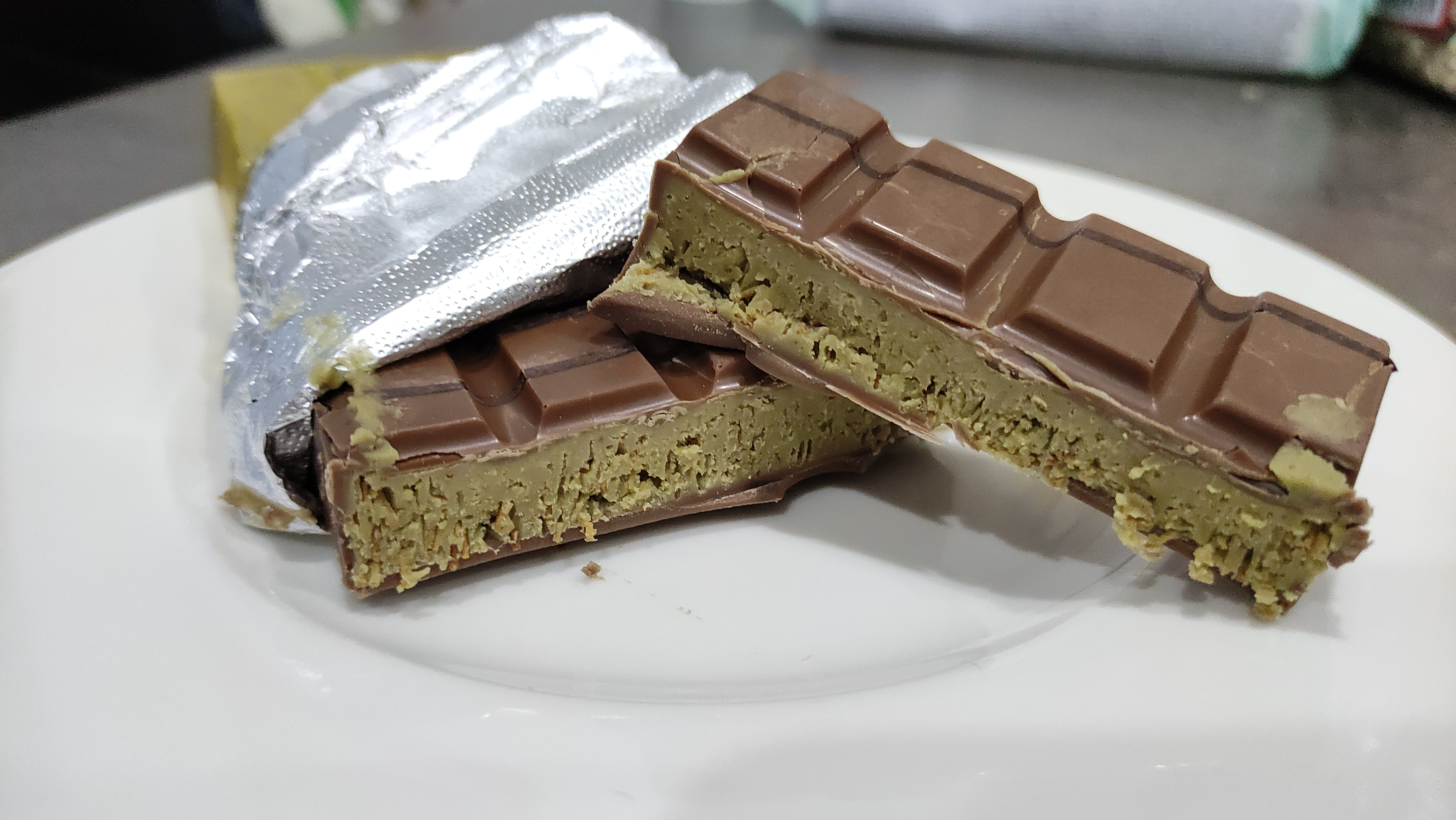
Dubai-Schokolade auf einem Teller

Dubai-Schokolade ist Schokolade, die mit Pistaziencreme und Kadaifi gefüllt ist. Sie erlebte 2024 und Anfang 2025 einen Hype in den sozialen Medien. Als Entwickler gilt die  Schokoladen-Manufaktur Fix Dessert Chocolatier im Emirat Dubai unter dem Marken-Namen „Can’t Get Knafeh of It“.

## Geschichte
„Can’t Get Knafeh of It“ wurde 2021 von Sarah Hamouda, der Gründerin von Fix Dessert Chocolatier, in Dubai entwickelt. Es entstand im Rahmen von Experimenten mit Schokolade und Pistazien und erlangte internationale Aufmerksamkeit, als es im Dezember 2023 durch ein TikTok-Video der Food-Influencerin Maria Vehera erstmals viral ging. Daraufhin stieß im April 2024 die Food-Influencerin Kiki Aweimer auf das Produkt, nannte es „Dubai-Schokolade“ bzw. Dubai chocolate und ließ es als Erste in Deutschland in nennenswertem Umfang produzieren.
Im Herbst 2024 erlebte die Dubai-Schokolade in Europa, insbesondere im deutschsprachigen Raum, einen viralen Hype, der durch die Verbreitung in sozialen Medien, vor allem TikTok und Instagram, verstärkt wurde. Influencer und Food-Creator mit großen Follower-Zahlen trugen maßgeblich zur Popularität bei, indem sie Schokoladenprodukte als luxuriöse Konsumgüter inszenierten und dabei besonders den „Crunch-Effekt“ der Füllung betonten. Der Trend verbreitete sich später weltweit. Die Nachfrage nach Dubai-Schokolade nahm auch in Frankreich stark zu. Der Erbprinz von Dubai, Hamdan bin Mohammed Al Maktoum, ließ ein Set mit seinem eigenen Branding auf dem Etikett kreieren.
Aufgrund des Hypes nahmen mehrere namhafte Schokoladenhersteller, wie Lindt, die Dubai-Schokolade in ihr Sortiment auf, diese war jedoch schnell ausverkauft. Teilweise werden mittlerweile auch andere Produkte, wie Lebkuchen, Eis oder sogar Würstchen, durch Füllung oder Garnierung mit Kadaifi und Pistazien als Produkte im „Dubai-Stil“ vermarktet.

## Zutaten
Als Schokolade wird meist Vollmilchschokolade verwendet, alternativ Bitterschokolade. Die Schokolade des Originals wird vom Schweizer Hersteller Max Felchlin AG produziert. Die Füllung besteht aus geröstetem und gehacktem Kadaifi („Engelshaar“), gehackten Pistazien bzw. Pistazienprodukten (Creme/Paste) und Tahina (Sesampaste).

## Verwendung des Begriffs „Dubai-Schokolade“
Laut dem Deutschen Patent- und Markenamt gab es in Deutschland zum Stand 4. Dezember 2024 insgesamt 19 aktive Markenanmeldungen, die den Begriff „Dubai“ im Zusammenhang mit Süßwaren umfassen. In Europa wurden mehr als 30 ähnliche Markenanmeldungen für Schokolade registriert. Da die Vereinigten Arabischen Emirate nicht Mitglied des internationalen Abkommens zum Schutz von Ursprungsbezeichnungen sind, fällt der Begriff „Dubai-Schokolade“ nicht unter den Schutz eines Herkunftsbezeichnungsrechts.
Im Dezember 2024 mahnte ein Importeur andere Hersteller ab, da deren Dubai-Schokolade nicht in Dubai produziert wird. Trotz der Abmahnungen vertreiben zahlreiche Hersteller weiter unter der Bezeichnung Dubai-Schokolade. Der Bundesverband der deutschen Süßwarenindustrie ist der Meinung, dass als „Dubai-Schokolade“ bezeichnete Schokoladenerzeugnisse auf der ganzen Welt hergestellt werden dürfen. „Dubai-Schokolade“ sei kein Hinweis auf die Herkunft der Schokolade, sondern zwischenzeitlich ein Oberbegriff für eine bestimmte Rezeptur der Schokoladenfüllung. Das Landgericht Köln hat in zwei Einzelfällen das Vertreiben von Schokolade, die nicht in Dubai hergestellt wurde, unter der Bezeichnung „Dubai-Schokolade“ in der jeweiligen konkreten Benutzungsform aufgrund der Gefahr der Irreführung über die geographische Herkunft untersagt. Im Juni 2025 bestätigte das OLG Köln diese Rechtsprechung und urteilte, dass „Dubai-Schokolade“ aus Dubai stammen müsse.

## Kritik
Die Hersteller führten den hohen Tafelpreis, der im Herbst 2024 zwischen 10 und 20 Euro lag, auf die hohen Einkaufskosten der verwendeten Pistaziencreme sowie die handwerkliche Fertigung zurück.
Im Dezember 2024 führte die Lebensmittelüberwachung in Baden-Württemberg eine Untersuchung von acht Proben „Dubai-Schokolade“ durch: Fünf Proben waren unterschiedliche Chargen eines Herstellers aus den Vereinigten Arabischen Emiraten (VAE), drei stammten von verschiedenen Produzenten aus der Türkei. Dabei wurde der Einsatz von Palmöl anstelle von Kakaobutter in den VAE-Proben beanstandet, was eine Verbrauchertäuschung darstellt, da das Produkt nicht den rechtlichen Anforderungen für Schokolade entspricht. Zudem enthielten die VAE-Proben herstellungsbedingte Verunreinigungen, was ihre Eignung für den menschlichen Verzehr in Frage stellt. In den Proben aus der Türkei wurde nicht deklarierter Sesam nachgewiesen, was für Personen mit Sesamallergie ein Gesundheitsrisiko darstellt. Fast alle untersuchten Proben enthielten zudem künstliche Farbstoffe, die einen höheren Anteil an hochwertigen Zutaten vortäuschten. In Reaktion auf diese Ergebnisse kündigte das Ministerium für Ernährung, Ländlichen Raum und Verbraucherschutz Baden-Württemberg ein landesweites Sonderprogramm zur Überprüfung solcher Produkte an, um die Einhaltung lebensmittelrechtlicher Vorschriften sicherzustellen.